# دهستان پنج‌هزاره
پنج هزاره، دهستانی است از توابع بخش مرکزی شهرستان بهشهر در استان مازندران ایران.

## جمعیت
براساس سرشماری سال ۱۳۸۵ جمعیت آن ۳۶۵۳ نفر (۸۳۹ خانوار) بوده‌است.